# Ravageurs du pommier
Liste non exhaustive des ravageurs des pommiers (Malus spp).

## Nématodes
- Pratylenchus penetrans (nématode des lésions ou nématode des prairies)[1] ;
- Pratylenchus vulnus  (nématode des lésions) ;
- Meloidogyne incognita (nématode à galle) ;
- Xiphinema americanum (nématode dague américain) ;
- Xiphinema rivesi (nématode dague) ;
- Xiphinema projectus (nématode épingle).

## Arachnides (acariens)
- Tetranychus urticae  (tétranyque tisserand) ;
- Panonychus ulmi (acarien rouge).
- Aculus schlechentdali   (phytopte libre du pommier) ;

## Insectes

### Coléoptères
- Anthonomus pomorum (anthonome du pommier) ;
- Tatianaerhynchites aequatus (rhynchite rouge du pommier) ;
- Scolytus rugulosus (scolyte) ;
- Xyleborus dispar (xylébore disparate) ;

### Diptères
- Dasineura mali (cécidomyie des feuilles du pommier) ;
- Rhagoletis pomonella (mouche de la pomme) ;

### Hémiptères
- Lygus pabulinus (punaise verte des pousses) ;
- Lygus lineolaris (punaise terne) ;
- Plesiocoris rugicollis (punaise des bourgeons) ;
- Lygidea mendax  (lygide du pommier) ;
- Typhlocyba pomaria (cicadelle blanche du pommier) ;
- Edwardsiana rosae  (cicadelle du rosier) ;
- Stictocephala bisonia (cicadelle bison, membracide bison) ;
- Cacopsylla mali (psylle du pommier) ;

Pucerons :
- Aphis pomi (puceron vert du pommier) ;
- Aphis spiraecola (puceron vert des Citrus) ;
- Dysaphis plantaginea (puceron cendré du pommier) ;
- Dysaphis devecta (Puceron des galles rouges) ;
- Eriosoma lanigerum (puceron lanigère du pommier) ;
- Rhopalosiphum insertum (puceron vert migrant du pommier) ;

Cochenilles :
- Epidiaspis leperii (cochenille rouge du poirier)
- Lepidosaphes ulmi (cochenille virgule du pommier)
- Quadraspidiotus piri (cochenille jaune des arbres fruitiers)
- Quadraspidiotus ostraeiformis (cochenille ostréiforme)
- Quadraspidiotus perniciosus (pou de San José)

### Hyménoptères
- Hoplocampa testudinea (hoplocampe du pommier) ;

### Lépidoptères
- Archips crataegana (tordeuse de l'aubépine) ;
- Cossus cossus (cossus gâte-bois) ;
- Cydia pomonela (carpocapse des pommes et des poires) ;
- Euproctis chrysorrhoea (bombyx cul-brun) ;
- Operophtera brumata (cheimatobie, phalène brumeuse) ;
- Zeuzera pyrina (zeuzère) ;
- Yponomeuta malinellus (hyponomeute du pommier) ;
- Synanthedon myopaeformis (sésie du pommier) ;
- Leucoptera malifoliella (cémiostome du pommier) ;
- Leucoptera scitella (cémiostome) ;
- Coleophora nigricella

Tordeuses :
- Archips rosanus (tordeuse des buissons) ;
- Archips argyrospilus (tordeuse du pommier)
- Argyroploce variegana (tordeuse verte des bourgeons) ;
- Grapholita molesta (tordeuse orientale du pêcher) ;
- Spilonota ocellana (tordeuse rouge des bourgeons) ;
- Pseudexentera mali (tordeuse pâle du pommier) ;

Mineuses :
- Stigmella malella (mineuse des feuilles du pommier) ;
- Lyonetia clerkella (mineuse des feuilles des arbres fruitiers) ;
- Phyllonorycter blancardella (mineuse marbrée) ;

### Thysanoptères
- Frankliniella occidentalis (thrips californien) ;